# Wacław Zaborowski
Wacław Zaborowski (ur. 1 grudnia 1897 w Odessie, zm. 13 września 1939) – kapitan piechoty Wojska Polskiego, kawaler Orderu Virtuti Militari, dziennikarz.

## Życiorys
Urodził się 1 grudnia 1897 w Odessie, ówczesnym mieście powiatowym guberni chersońskiej, w rodzinie Mieczysława, inspektora Szkoły Handlowej, i Wiery z Bilińskich (zm. 1905). Po śmierci matki wychowywała go macocha – Greczynka. W czerwcu 1914 ukończył z odznaczeniem siedmioklasową Szkołę Realną Żukowskiego w Odessie, a w maju 1916 dwa kursy Instytutu Leśnego w Petersburgu.
W sierpniu 1916 został powołany do armii rosyjskiej i wysłany do szkoły chorążych. Po ukończeniu szkoły został mianowany chorążym i wcielony do 191 zapasowego pułku piechoty. Później został przeniesiony do 54 zapasowego pułku piechoty, w którym objął dowództwo pododdziału marszowego, złożonego z Polaków – wydzielonych z rozformowanej Dywizja Strzelców Polskich.
W maju 1922, na własną prośbę, został przeniesiony do rezerwy. Pracował jako urzędnik bankowy i dziennikarz, pisząc artykuły wstępne w łódzkim dzienniku „Republika”. W maju 1925 został powołany do służby czynnej w 28 pp i skierowany na kurs oficerów młodszych w Chełmnie. Po ukończeniu kursu pełnił służbę w 28 pp na stanowisku dowódcy kompanii i oficera ewidencji personalnej. W marcu 1931 został przeniesiony do batalionu podchorążych rezerwy piechoty nr 7 w Śremie, a z dniem 5 sierpnia 1932 do Szkoły Podoficerów Piechoty dla Małoletnich Nr 2 w Śremie. W styczniu 1934 został przeniesiony do 71 pułku piechoty w Zambrowie. 22 lutego tego roku prezydent RP nadał mu z dniem 1 stycznia 1934 stopień kapitana w korpusie oficerów piechoty i 86. lokatą. W marcu 1939 pełnił służbę w Dowództwie 1 Dywizji Piechoty Legionów w Wilnie na stanowisku II oficera sztabu.
W kampanii wrześniowej walczył jako zastępca kwatermistrza 1 Dywizji Piechoty Legionów. Poległ 13 września 1939 i został pochowany na cmentarzu w Siedlcach.
Był żonaty z Marią Kazimierą z Paszczyńskich, z którą miał czworo dzieci: Bogdana Juliana (ur. 13 lutego 1923), Mieczysława Antoniego (ur. 24 listopada 1924), Elwirę Julię (ur. 18 kwietnia 1927) i Marię Krystynę (ur. 28 listopada 1932).

## Ordery i odznaczenia
- Krzyż Srebrny Orderu Wojskowego Virtuti Militari nr 668[17][18] – 28 lutego 1921[19]
- Krzyż Walecznych czterokrotnie[20][21]
- Srebrny Krzyż Zasługi[22][20][23][24]
- Medal Pamiątkowy za Wojnę 1918–1921[20]
- Medal Dziesięciolecia Odzyskanej Niepodległości[20]
- Medal Zwycięstwa – 28 czerwca 1930[25][20]

23 maja 1933 Komitet Krzyża i Medalu Niepodległości odrzucił wniosek o nadanie mu tego odznaczenia „z powodu braku pracy niepodległościowej”.

## Twórczość
- Zarys historji wojennej 28-go pułku strzelców kaniowskich. Warszawa: Wojskowe Biuro Historyczne, 1928, seria: Zarys historii wojennej pułków polskich 1918–1920.